# San Francisco Giants
San Francisco Giants er et professionelt amerikansk baseballhold fra San Francisco, Californien. De spiller i National League Western Division i Major League Baseball. Deres stadion hedder AT&T Park.
Holdet blev grundlagt i 1883 i New York under navnet Gothams, hvilket hurtigt blev ændret til New York Giants. Klubben nød sin storhedstid fra omtrent 1904 til 1924, hvor det blev til 10 ligamesterskaber og 3 World Series-titler under træneren John McGraw. Efter to yderligere World Series-sejre i 1933 og 1954 flyttede holdet til San Francisco i 1958. I San Francisco vandt Giants World Series 2010 2012 og 2014. Klubbens seneste ligamesterskab kom i 2002. I alt har Giants vundet 20 National League-mesterskaber og 6 Western Division-titler.
I nyere tid har klubbens klart største profil været Barry Bonds, som, mens han har spillet for Giants, har vundet MVP-prisen som ligaens mest værdifulde spiller i 1993 samt fire år i træk fra 2001 til 2004. Efter 2007-sæsonen, hvor holdet endte på sidstepladsen i divisionen, og Bonds i en alder af 43 ifølge de fleste baseballstatistikker havde været den mest produktive Giants-spiller, valgte klubledelsen ikke at forny Bonds' kontrakt.